# Tà Bhing
Tà Bhing là một xã thuộc huyện Nam Giang, tỉnh Quảng Nam, Việt Nam.
Xã Tà Bhing có diện tích 228,18 km², dân số năm 2019 là 2.413 người, mật độ dân số đạt 11 người/km².